# Río Salado (vattendrag i Chile)
Río Salado är ett vattendrag  i Chile.   Det ligger i regionen Región de Antofagasta, i den norra delen av landet, 1 200 km norr om huvudstaden Santiago de Chile. Rio Salado mynnar ut i Loa.